# NCAA Football 08
NCAA Football 08 è un videogioco sportivo di football americano universitario statunitense prodotto e distribuito da Electronic Arts nel 2007 per le principali console, ovvero Xbox 360, PlayStation 3, PlayStation 2 e Xbox.